# Otsartse
Otsartse (en georgiano: ოცარცე; en abjasio: Оцарце) es una aldea que pertenece a la parcialmente reconocida República de Abjasia, dentro del distrito de Gali, aunque de iure es parte del municipio de Gali de la República Autónoma de Abjasia de Georgia.

## Geografía
Otsartse se sitúa en la orilla derecha del río Inguri, a 15 km de Gali. Las aldea se administra desde el pueblo de Dijazurga.  